# شويعرة مهدبة
الشويعرة المهدبة أو الشويعرة الكندية (بالإنجليزية: Fringed brome)‏ نوع نباتي يتبع جنس الشويعرة من الفصيلة النجيلية.

## الموطن والانتشار
الموطن الأصلي لهذا النوع هو أمريكا الشمالية بما يشمل جنوب كندا والولايات المتحدة (باستثناء بعض مناطق الجنوب) وشمال المكسيك.

## الوصف النباتي
النبات معمر ينمو بشكل حزم ويصل ارتفاعه إلى 1.2 م.